# Sei donne - Il mistero di Leila
Sei donne - Il mistero di Leila è una miniserie televisiva italiana trasmessa in prima serata su Rai 1 dal 28 febbraio al 14 marzo 2023. È creata e scritta da Ivan Cotroneo e Monica Rametta, diretta da Vincenzo Marra, prodotta da IBC Movie in collaborazione con Rai Fiction e Rai Com ed ha come protagoniste Maya Sansa, Isabella Ferrari, Ivana Lotito e Denise Tantucci.

## Trama
Anna, Michela, Alessia, Viola, Aysha, Giulia sono sei donne che accomunate tra loro: ognuna di esse ha un segreto legato alla scomparsa di Leila e del suo patrigno Gregorio.Tutte hanno qualcosa che le lega a Leila: Anna è il Pubblico Ministero a cui è stata affidata l’indagine, Michela è la zia, Alessia è l’allenatrice, Viola è la vicina di casa, Aysha è una compagna di classe e Giulia è la madre.

## Episodi
| Stagione       | Episodi | Prima TV |
| -------------- | ------- | -------- |
| Prima stagione | 6       | 2023     |

## Personaggi e interpreti

### Personaggi principali
- Anna Conti, interpretata da Maya Sansa. È la PM della Procura di Taranto originaria di Bari ma cresciuta in una casa famiglia di Roma. Prende a cuore il caso della scomparsa di Leila anche se deve fare i conti con i problemi personali: ha ricominciato a bere dopo che è stata lasciata dal marito dopo vent'anni di matrimonio.
- Viola Razzieri, interpretata da Isabella Ferrari. È la vicina di casa di Leila.
- Michela, interpretata da Ivana Lotito. È la zia di Leila cha lavora come chirurgo ortopedico in una clinica privata.
- Alessia, interpretata da Denise Tantucci. È l'insegnante di atletica leggera di Leila e Aysha.
- Emanuele Liotta, interpretato da Alessio Vassallo. È l'ispettore omosessuale che collabora con Anna Conti.
- Giulia, interpretata da Giulia Fiume. È la moglie di Gregorio e la madre di Leila.
- Aysha Basile, interpretata da Cristina Parku. È la migliore amica di Leila che vive con una madre difficile da gestire e un fratello autistico.
- Leila Mantoni, interpretata da Silvia Dina Pacente. È l'adolescente sulla cui scomparsa indaga Anna Conti.
- Enrico Mazzi, interpretato da Simone Borrelli. È il fidanzato di Alessia.
- Tiziano, interpretato da Filippo Marsili. È il figlio di Anna e Roberto.
- Francesco, interpretato da Alessio Del Mastro. È il compagno dell'ispettore Liotta.
- Marcello Trifoni, interpretato da Gianfelice Imparato. È il procuratore e superiore di Anna Conti.
- Roberto, interpretato da Pier Giorgio Bellocchio. È l'ex marito di Anna Conti che, dopo il suo tradimento, si è rifugiata nell'alcol.
- Gregorio Mantoni, interpretato da Maurizio Lastrico. È il patrigno di Leila.

### Personaggi secondari
- Luigi Onofri, interpretato da Michele De Virgilio. È il primario della clinica nella quale lavora Michela, sua amante e zia di Leila.
- Benedetta, interpretata da Anna Terio. È una collega di Michela.
- Chiara, interpretata da Francesca Fioretti. È una collaboratrice di Anna Conti.
- Lorenzo, interpretato da Fausto Maria Sciarappa. È il marito di Viola Razzieri.
- Gloria, interpretata da Lucia Nigri. È la madre di Alessia.
- Madre di Aysha, interpretata da Renata Di Leone.
- Professoressa Vinti, interpretata da Giusy Frallonardo.
- Atou, interpretato da Alioune Badiane. È il fratello di Aysha.
- Laura, interpretata da Angelica Di Pace. È la nuova compagna di Roberto.

## Produzione
La serie è ideata e scritta da Ivan Cotroneo e Monica Rametta, diretta da Vincenzo Marra e prodotta da IBC Movie in collaborazione con Rai Fiction e Rai Com.

### Riprese
Le riprese della serie sono state effettuate da fine giugno a settembre 2022 prevalentemente in Puglia, in particolare nelle località di Taranto, Statte, San Giorgio Ionico, Polignano a Mare, Monopoli e Torre Canne).

## Promozione
La serie è stata presentata nel corso della conferenza stampa che si è svolta il 23 febbraio 2023.